# Phrae (província)
Phrae é uma província da Tailândia. Sua capital é a cidade de Phrae.